# Karl Hischier
Karl Hischier (* 21. Januar 1925 in Oberwald; † 21. August 2016 in Fiesch) war ein Schweizer Skisportler.

## Leben
Hischier, Sohn von August Hischier  und Olivia Kreuzer, gewann 1949 in Oslo im Team mit Robert Zurbriggen, Arnold Andenmatten und Karl Bricker den Militär-Skipatrouillenlauf der Olympia-Revanche von St. Moritz. Bei den Olympischen Winterspielen 1952 in Oslo belegte er im 18-km-Skilanglauf Platz 17. 1956 wurde er in Oslo bei den CISM-Militär-Weltmeisterschaften Militär-Einzel-Weltmeister. Bei der Nordischen Skiweltmeisterschaft 1962 in Zakopane sowie bei den Olympischen Winterspielen 1964 in Innsbruck war er Skilanglauf-Trainer der Schweizer Mannschaft.
Karl Hischier lebte in seinem Geburtsort Oberwald, zuletzt zur Gemeinde Obergoms gehörig. Er starb 2016 im Altersheim St. Theodul in Fiesch.